# San Martín (Burgos)
San Martín es un despoblado que actualmente forma parte del municipio de Condado de Treviño, en la provincia de Burgos, Castilla y León (España).

## Historia
Situado en las cercanías de la localidad de San Vicentejo, se desconoce cuándo se despobló.